# Данстаун (Пенсилванија)
Данстаун (енгл. Dunnstown) насељено је место без административног статуса у америчкој савезној држави Пенсилванија.

## Демографија
По попису из 2010. године број становника је 1.360, што је 5 (-0,4%) становника мање него 2000. године.
| Група             | 2000.         | 2010.         |
| Белци             | 1.348 (98,8%) | 1.331 (97,9%) |
| Афроамериканци    | 0 (0,0%)      | 13 (1,0%)     |
| Азијати           | 6 (0,4%)      | 2 (0,1%)      |
| Хиспаноамериканци | 7 (0,5%)      | 12 (0,9%)     |
| Укупно            | 1.365         | 1.360         |